# Мольсберг
Мольсберг (нем. Molsberg) — община в Германии, в земле Рейнланд-Пфальц. 
Входит в состав района Вестервальд. Подчиняется управлению Вальмерод.  Население составляет 449 человек (на 31 декабря 2010 года). Занимает площадь 3,65 км².